# Leo Mann
Leo Mann (* 3. Januar 1890 in Selzach; † 11. Juni 1958 in Pratteln) war ein Schweizer Rechtsanwalt und Politiker (SP).

## Leben
Mann besuchte die Schulen und das Seminar in Selzach und Solothurn, anschliessend war er als Lehrer im Kanton Solothurn tätig. Nach dem Ersten Weltkrieg absolvierte er ein Studium der Rechte in Jena, Berlin und Zürich. Ab 1923 war er als Anwalt in Pratteln tätig.
Von 1927 bis 1945 sowie von 1953 bis 1958 war Mann Baselbieter SP-Landrat; in den Jahren 1936/1937 Landratspräsident. Er war von 1935 bis 1951 als Nationalrat und von 1945 bis 1950 als Regierungsrat tätig. Im letzteren war er von 1947 bis 1948 Präsident. Als Erziehungsdirektor war er ein Förderer eines neuen Schulgesetzes im Jahr 1946. Von 1933 bis 1958 war er Mitglied des Baselbieter Bankrats.